# Jacinto Furtado de Brito Sobrinho
Jacinto Furtado de Brito Sobrinho (ur. 16 czerwca 1947 w Bacabal) – brazylijski duchowny katolicki, arcybiskup Teresiny w latach 2012-2023.

## Życiorys
15 stycznia 1972 otrzymał święcenia kapłańskie i został inkardynowany do diecezji Bacabal. Po święceniach został proboszczem parafii św. Benedykta w Pedreiras, gdzie pracował przez 22 lata. Pełnił także funkcje członka wielu komisji i rad diecezjalnych oraz (w latach 1990-1994) wikariusza generalnego diecezji. W 1994 został wicerektorem seminarium w São Luís do Maranhão, a rok później objął funkcję jego rektora.
18 lutego 1998 został mianowany biskupem diecezji Crateús. Sakry biskupiej udzielił mu 24 maja 1998 poprzednik - biskup Antônio Batista Fragoso.
22 lutego 2012 papież Benedykt XVI mianował go ordynariuszem archidiecezji Teresiny.
4 stycznia 2023 papież Franciszek przyjął jego rezygnację z urzędu metropolity.